# Виноградова, Анна Константиновна
А́нна Константи́новна Виногра́дова (родилась 6 апреля   1991 в Когалыме, Тюменская область) — российская хоккеистка, вратарь сборной России (с 2012). Участница ЗОИ в Сочи, чемпионата мира 2013. Первый тренер — К. Виноградов. Тренер — А. Белоусов. Студентка Уральского ГУФК.

## Биография
В 14 лет её отец отвез из Когалыма в Екатеринбург. Здесь Аня смогла продолжить заниматься спортом и учиться — в Екатеринбурге была женская профессиональная команда по хоккею «Спартак-Меркурий» и единственная школа Олимпийского резерва.
До 15 лет играла на позиции нападающей, затем Виноградова сменила игровое амплуа и стала на ворота. В 2006-м году переехала в Челябинск и вошла в состав «Факела».
С сезона 2021/2022 выступает за петербургскую «Динамо-Неву».

## Достижения

### В сборной
- Участница Олимпийских игр-2014
- Бронзовый призёр чемпионата мира: 2013

### В клубах
- Бронзовый призёр чемпионата России: 2006, 2011.

## Личная жизнь
Хобби — фото, фильмы, автомобиль. Любимые книги — нет Любимые фильмы — «Области тьмы». Любимые актёры — Уилл Смит. Любимые исполнители — нет. Любимые блюда — шашлык, лагман. Кумира в спорте нет.